# Running
Running – singel węgierskiego wokalisty Andrása Kállay-Saundersa, napisany przez artystę i Istvána Tabára, wydany 1 marca 2014 w dystrybucji cyfrowej.
Singiel reprezentował Węgry podczas 59. Konkursu Piosenki Eurowizji w 2014 roku, zajmując ostatecznie 5. miejsce.

## Notowania na listach przebojów
| Kraj     | Lista (2014)       | Najwyższa pozycja |
| -------- | ------------------ | ----------------- |
| Dania    | Tracklisten Top 40 | 40                |
| Irlandia | Top 100 Singles    | 92                |
| Węgry    | Single Top 40      | 1                 |